# Regentenstraße 202 (Mönchengladbach)

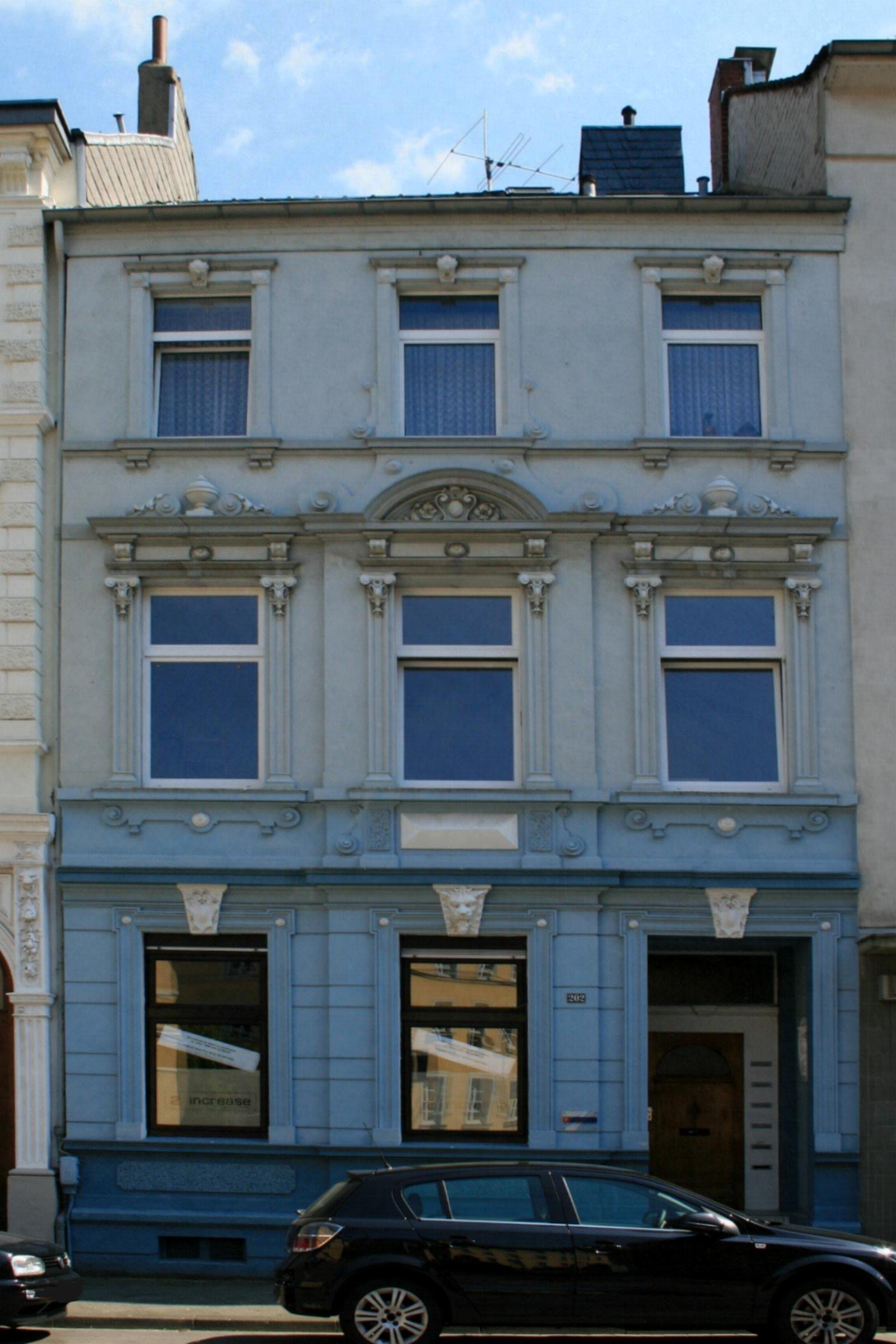
Wohnhaus (2010)

Das Wohnhaus Regentenstraße 202 steht im Stadtteil Eicken in Mönchengladbach (Nordrhein-Westfalen).
Das Gebäude wurde um die Jahrhundertwende erbaut. Es wurde unter Nr. R 072 am 17. Mai  1989 in die Denkmalliste der Stadt Mönchengladbach eingetragen.

## Lage
Das Objekt liegt an der Südseite der Regentenstraße im Umfeld ähnlicher Häuser der Jahrhundertwende. 

## Architektur
Es handelt sich um ein dreigeschossiges, traufenständiges, dreiachsiges  Wohnhaus. Schlichtes, aber gut erhaltenes Haus der Jahrhundertwende. Es steht im fast unversehrten Ensembleverbund der Häuser 204–216.